# Championnat d'Afrique féminin de basket-ball 1986
Navigation
Sénégal 1984 Tunisie 1990
Le Championnat d'Afrique féminin de basket-ball de la FIBA 1986 est le 10e championnat FIBA Afrique pour les femmes, placé sous l’égide de la FIBA, instance mondiale régissant le basket-ball. 
Le tournoi a été organisé par le Mozambique du 17 au 27 décembre 1986 à Maputo. Il a été remporté par le Zaïre.
L'équipe du Sénégal, championne d'Afrique en titre, déclare forfait.

## Compétition
La compétition se déroule sous forme d'un championnat où chaque équipe rencontre une fois chaque adversaire.
| Rang | Équipe     | Pts | J | G | P | PP  | PC  | Diff |
| ---- | ---------- | --- | - | - | - | --- | --- | ---- |
| 1    | Zaïre      | 8   | 4 | 4 | 0 | 381 | 231 | +150 |
| 2    | Mozambique | 7   | 4 | 3 | 1 | 297 | 252 | +45  |
| 3    | Angola     | 6   | 4 | 2 | 2 | 307 | 246 | +61  |
| 4    | Cameroun   | 5   | 4 | 1 | 3 | 294 | 347 | -53  |
| 5    | Kenya      | 4   | 4 | 0 | 4 | 228 | 431 | −203 |

## Effectifs
Les joueuses suivantes ont participé au Championnat d'Afrique : 
- Zaïre : Philomène Bompoko Lomboto[2], Longanza Kamimbaya, Kasala Kamanga.
- Mozambique : Aurélia Manave, Afra Ndeve, Esperança Sambo, Telma Manjate, Marta Monjane, Benilde Nhalivilo, Ramira Langa et Deizi Sitoi.